# Leck mich im Arsch
Leck mich im Arsch (KV 382c) est un canon à six voix de Mozart, composé en 1782 dans la tonalité de si bémol majeur. 

## Histoire
Mozart meurt en 1791. Sa veuve, Constance Mozart, envoie les manuscrits de ses canons aux éditeurs Breitkopf & Härtel en 1799, en spécifiant qu'ils devraient être adaptés avant d'être publiés. L'éditeur change le titre et les paroles en un plus sobre « Laßt froh uns sein » (« Soyons joyeux ! »), similaire au chant allemand Lasst uns froh und munter sein.
La version originale du manuscrit est découverte en 1991 dans la bibliothèque musicale de l'université Harvard. Durant l'été précédent, la bibliothèque avait acquis une édition en 17 volumes de l'œuvre de Mozart. Dans ces volumes il y avait neuf canons originaux de Mozart, dont six signés par le compositeur lui-même, incluant celui catalogué comme KV 231, et un autre nommé Leck mir den Arsch fein recht schön sauber (Lèche-moi le cul bien et proprement, catalogué comme KV 233 ou KV 382d après révision). Ils sont alors considérés comme authentiques.

## Paroles
Une traduction littérale du titre serait « Lèche-moi le cul »
| Leck mich im Arsch! Laßt uns froh sein! Murren ist vergebens! Knurren, Brummen ist vergebens, ist das wahre Kreuz des Lebens, das Brummen ist vergebens, Knurren, Brummen ist vergebens, vergebens! Drum laßt uns froh und fröhlich, froh sein! |  | Lèche-moi le cul ! Soyons joyeux ! Se plaindre est vain ! Gargouiller, marmonner est vain, c'est la véritable affliction de la vie, marmonner est vain, Gargouiller, marmonner est vain, vain ! Alors soyons joyeux, gais, joyeux ! |

Ce canon fait partie d'une série sur des textes à l'humour scatologique, comprenant également :
- « Difficile lectu (en) » K.559, sur les mêmes paroles en latin ;
- « Leck mir den Arsch fein recht schön sauber », KV 382d[1] ;
- « Bona nox (en) »[2], KV 561.